# L'Énigme du testament de M. Marsh
Pour les articles homonymes, voir The Case of the Missing Will.
Pour le téléfilm, voir L'Affaire du testament disparu (téléfilm).
L'Énigme du testament de M. Marsh (The Case of the Missing Will), parfois titrée L'Affaire du testament disparu, est une nouvelle policière écrite par Agatha Christie mettant en scène le détective belge Hercule Poirot.
Initialement publiée le 31 octobre 1923 dans la revue The Sketch au Royaume-Uni, cette nouvelle a été reprise en recueil en 1924 dans Poirot Investigates au Royaume-Uni. Elle a été publiée pour la première fois en France dans la revue Ric et Rac le 22 novembre 1939, puis dans le recueil Les Enquêtes d'Hercule Poirot en 1968.

## Résumé
Violet Marsh a hérité un petit manoir de son vieil oncle Andrew. Celui-ci, qui doutait des capacités intellectuelles de sa nièce, a rédigé un testament selon lequel elle avait un an pour trouver le second testament qu'il avait soigneusement caché dans la maison, faute de quoi l'ensemble de l'héritage sera attribué à des œuvres caritatives. Comme Violet, en dépit de ses efforts, n'a rien trouvé, elle vient solliciter l'aide d'Hercule Poirot. Celui-ci se rend sur les lieux et procède à leur examen minutieux, sans rien trouver. Néanmoins, il apprend que l'oncle avait fait réaliser des travaux dans une des pièces. Ayant retrouvé les ouvriers, il apprend qu'une cachette a été façonnée dans la cheminée. Hélas, après avoir découvert la cachette, il ne découvre que les restes carbonisés d'une feuille de papier détruite et illisible. Il s'agit sans doute du second testament, qui a été brûlé soit par l'oncle, soit par un tiers. Mais Poirot ne s'avoue pas vaincu. Il continue ses recherches et découvre que la cachette dans la cheminée était un leurre : le second testament a été rédigé avec de l'encre invisible à base de jus de citron, sur un papier que tout le monde pouvait voir !

## Publications
Avant la publication dans un recueil, la nouvelle avait fait l'objet de publications dans des revues, dans la série « The Grey Cells of Mr Poirot II » :
- le 31 octobre 1923, au Royaume-Uni, dans le no 1603 (vol. 124) de l'hebdomadaire The Sketch[1],[2] ;
- en janvier 1925, aux États-Unis, sous le titre « The Missing Will », dans la revue Blue Book Magazine[1] ;
- le 22 novembre 1939, en France, sous le titre « Le testament disparu », dans le no 559 de la revue Ric et Rac[3] ;
- en mars 1947, en Australie, dans le no 32 de la revue Short Story Magazine (Australia)[4] ;
- en novembre 1964, au Royaume-Uni, dans le no 11 (vol. 25) de la revue Argosy (UK) (avec des illustrations de Fred Reynolds)[5] ;
- au printemps 1966, en France, sous le titre « Un défi loyal », dans le no 219 bis de la revue Mystère magazine[3].

La nouvelle a ensuite été publiée dans des recueils :
- en 1924, au Royaume-Uni, dans Poirot Investigates[1],[6] (avec 10 autres nouvelles) ;
- en 1925, aux États-Unis, dans Poirot Investigates[1] (avec 13 autres nouvelles, soit 3 supplémentaires par rapport au recueil britannique) ;
- en 1968, en France, dans Les Enquêtes d'Hercule Poirot[3] (recueil ne reprenant que 9 des 11 nouvelles du recueil britannique)
(rééditée en 1990 dans le cadre de la coll.« Les Intégrales du Masque » sous le titre « L'Affaire du testament disparu »).

## Adaptation
- 1993 : L'Affaire du testament disparu (The Case of the Missing Will), téléfilm britannique de la série télévisée Hercule Poirot (37e épisode, 5.04), avec David Suchet dans le rôle principal. Dans l'adaptation, la narration diffère complètement, surtout au sujet de la recherche du second testament dans une cachette. Dans l'adaptation, il n'y a qu'un seul testament, mais il est volé.